# 대한민국 형법 제361조
대한민국 형법 제361조는 점유이탈물횡령에 대한 형법각칙의 조문이다.

## 조문
제361조(친족간의 범행, 동력) 제328조와 제346조의 규정은 본 장의 죄에 준용한다.

第361條(親族間의 犯行, 動力) 第328條와 第346條의 規定은 本章의 罪에 準用한다.

## 참고 문헌
- 김재윤(학원인), 손동권 저, 새로운 형법각론, 율곡출판사, 2013. ISBN 9788997428342

## 같이 보기
- 점유이탈물횡령죄
- 유실물법
- 대한민국 형법 제346조 (동력)